# ミャクミャク
ミャクミャク（みゃくみゃく、 英語: MYAKU-MYAKU）は、2025年開催の日本国際博覧会（大阪・関西万博）の公式キャラクター。
5つの眼球やその周囲に細胞に似た形の輪がついているなど、怪異な化けもの的キャラクターデザインが特徴である。
ここではミャクミャクを題材としたテレビアニメ『はーい!ミャクミャクです』並びに施設「ミャクミャク ハウス」についても併せて述べる。

## 概要

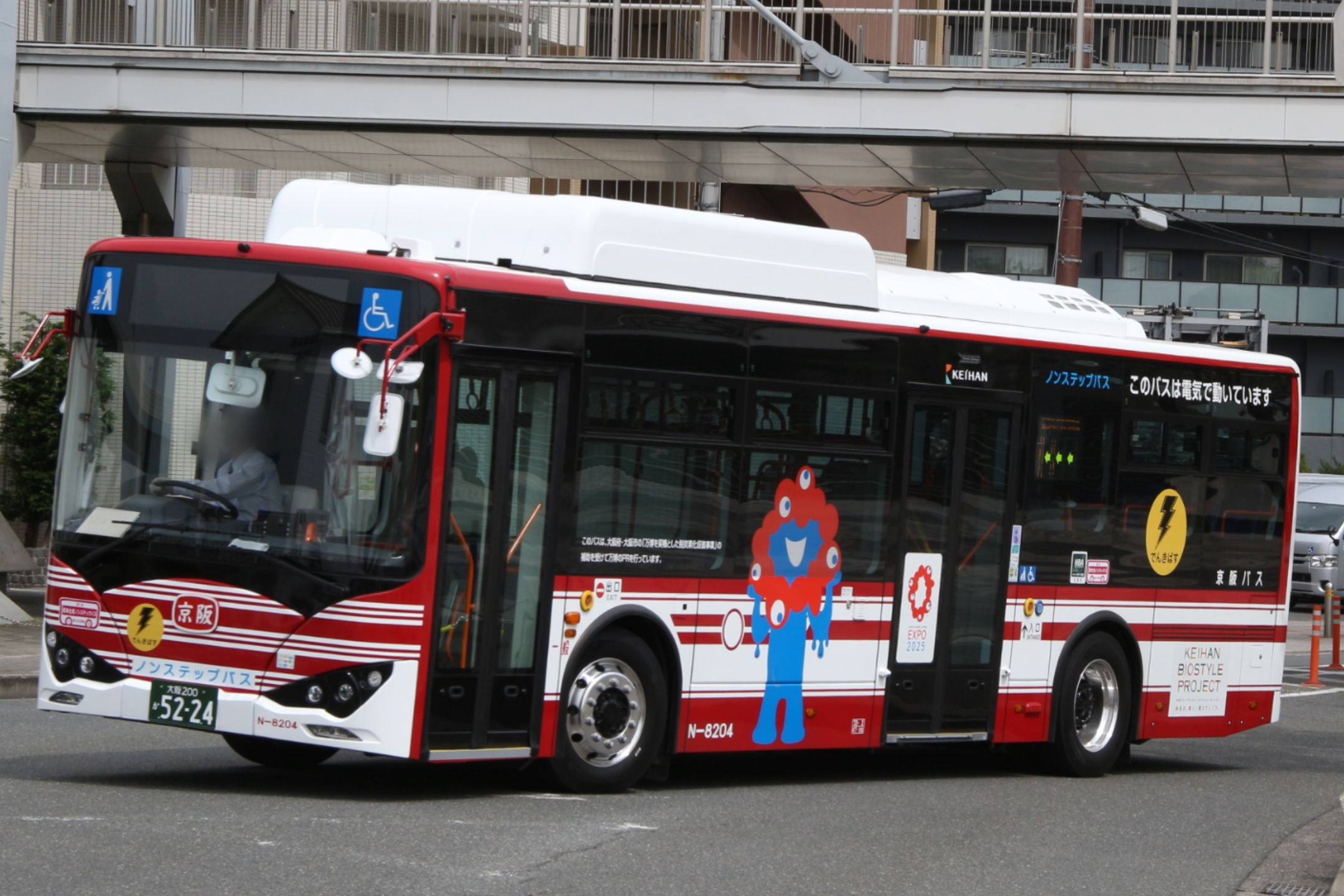
ミャクミャクがラッピングデザインされた大阪府内の京阪バスBYD・K8（2023年4月）

ミャクミャクは2020年8月に決定した公式ロゴマークがモチーフになっている。
デザインは2021年11月1日から同年12月1日までウェブサイトでの一般公募（応募数1,898作品）を経て2022年3月2日に最終候補作品が候補Aから候補Cまでの3作品に絞り込まれたのち、同日から3月10日までに募集された一般からの意見を参考に、3月22日に現キャラクターである候補作品Cが最優秀作品として選出された。キャラクターの青い部分は、自在にかたちを変化させる「水」を、赤い部分は生命の象徴である「細胞」をイメージしている。
名称は3万3197件の公募から、開幕1000日前にあたる2022年7月18日午前に決定され、同日開催された記念イベント「1000 Days to Go!」内で発表された。岸田文雄首相は、歴史、伝統、文化、世界とのつながりを脈々（みゃくみゃく）と引き継ぐ、そういった意味が込められている愛称であると説明した。

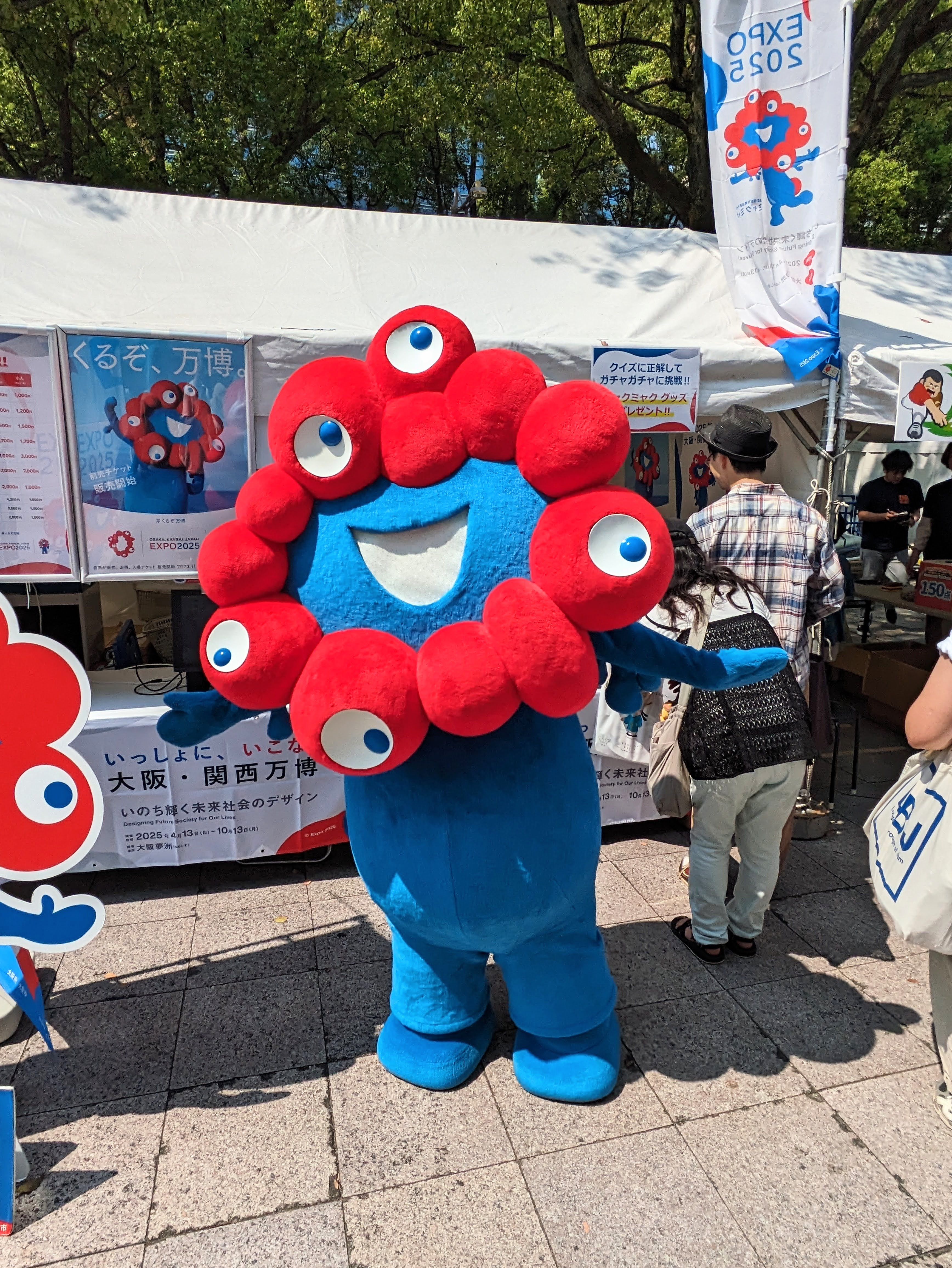
各地のイベント会場でPR活動に努めるミャクミャク（2024年9月）

開幕1000日前イベントではじめて着ぐるみのキャラクターとして登場してからは、各地のイベント会場などで大阪・関西万博のPR活動にいそしみ、2023年7月には初の海外渡航を果たしてフランスのパリで開催されたジャパン・エキスポでPR活動を行った。また、2024年4月13日に東京都港区で開催された開幕1年前イベントにおいてはアニメーション動画のミャクミャクにかぶせて声が初披露された。

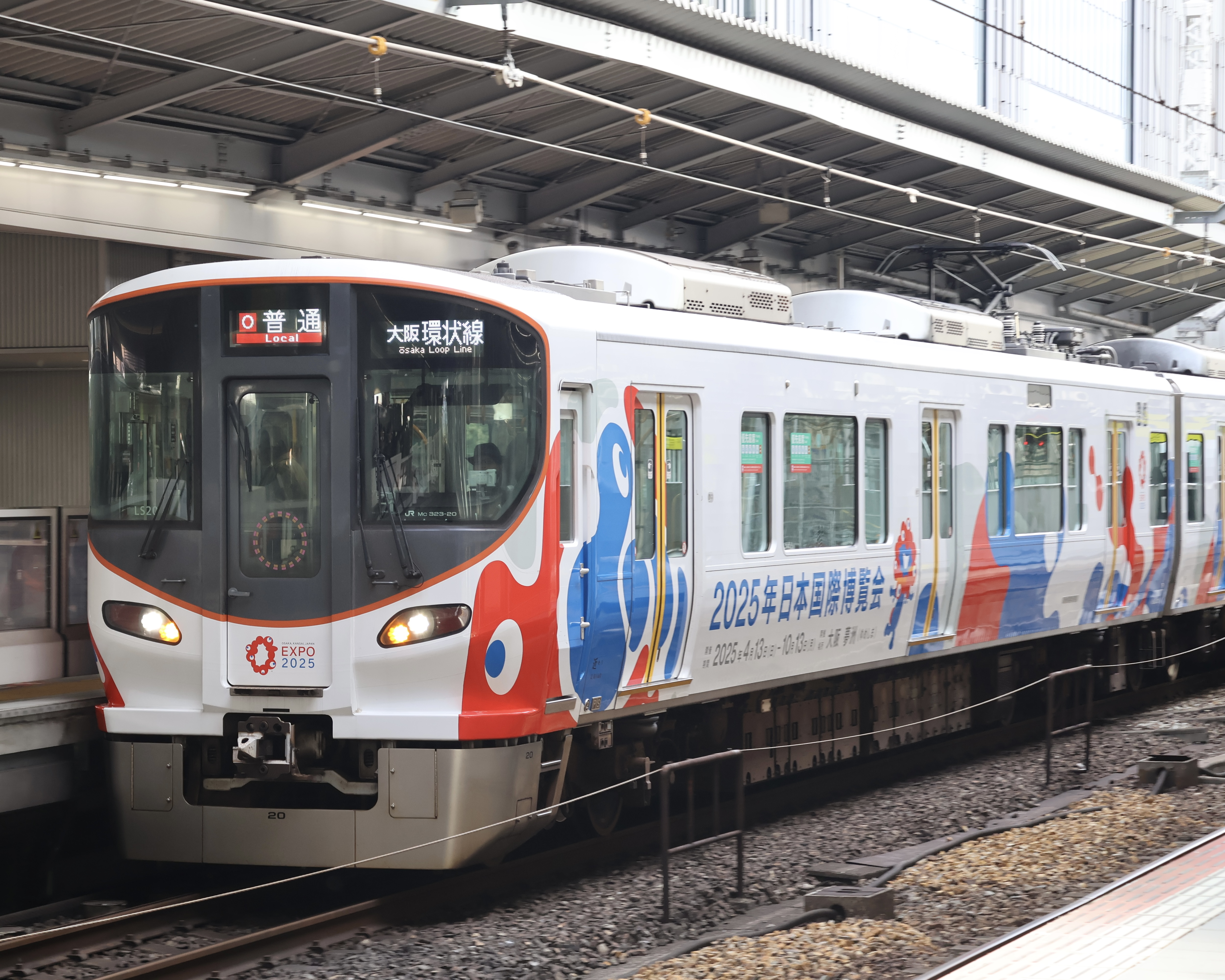
JR西日本323系電車・大阪・関西万博2025ラッピング列車
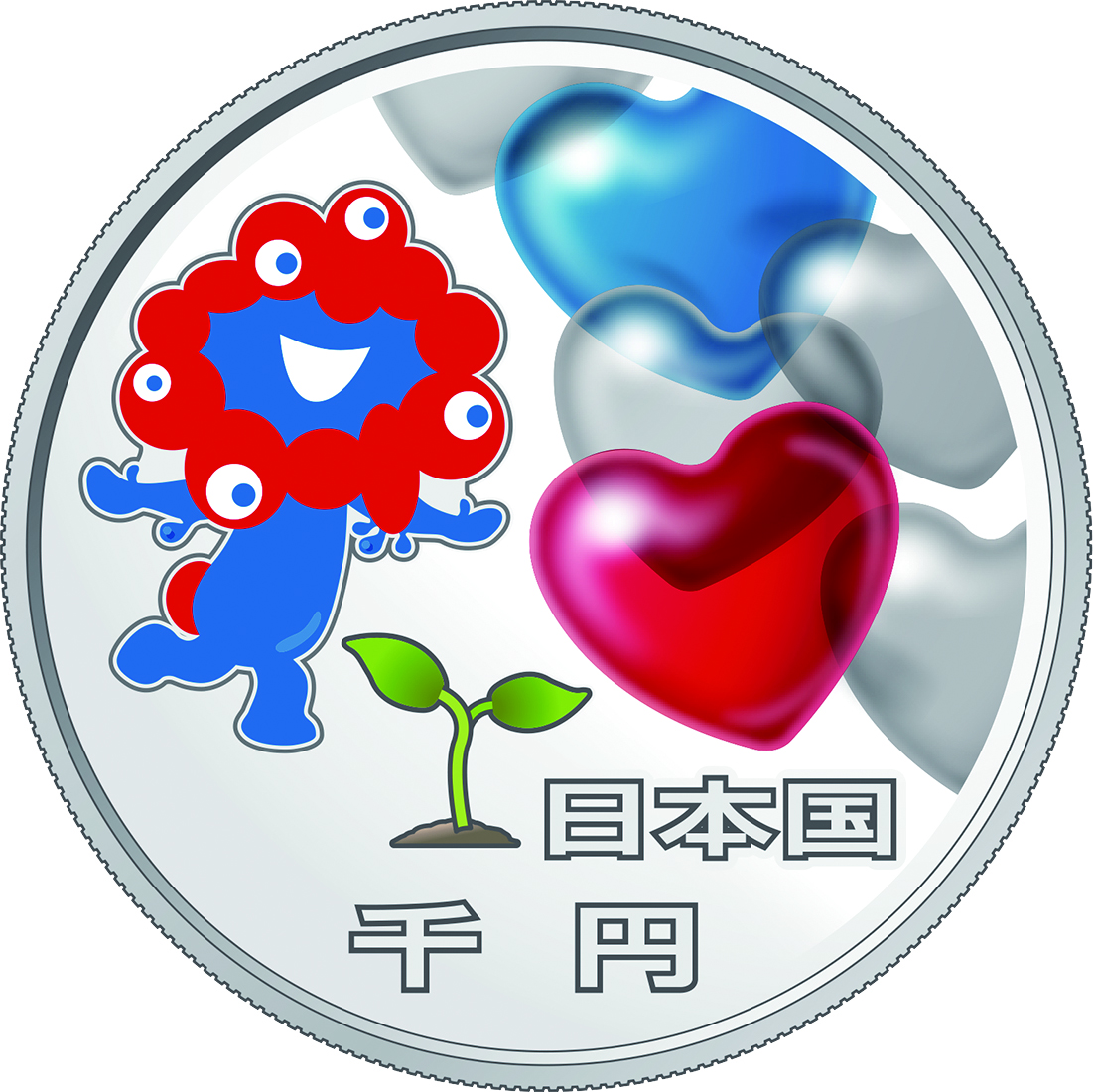
2025年日本国際博覧会記念貨幣

## 反響
2020年8月に公式ロゴマークが発表されると、万博テーマ「いのち輝く未来社会のデザイン」から当初はロゴマークが「いのちの輝きくん」と呼ばれ二次創作が続出していた。
ロゴマークをモチーフにデザインされたミャクミャクの公式キャラクターが発表されると、キャラクターデザインの怪異らしさが注目を集める。しかし、そのデザインに対してSNS上では「選び直せ」「ふざけるな」「気持ち悪い」といった否定的な意見が相次いた。その後も知名度はあるものの、数年間に渡って「きもい、怖い、嫌い」などと酷評されていた。
しかし、徐々に人気が出始め、万博開幕後には大人気となった。専門家は「驚いた。普通、公式が出すのは万人受けするデザイン。また、そもそも愛される「ゆるキャラ」の法則は、幼児体型で目が大きい、「赤ちゃん」のようなデザインであること。子猫とか子犬とか小さいものに対して無条件で愛情が湧く。ミャクミャクはそれを無視している。15年20年前だと妖怪というか、敵役のキャラクター」「これだけ大きなイベントでこんな変わったキャラで出てきたのは初めて見た。キャラクターのルネッサンスであり、このキャラが1ついたことで今後の日本のキャラクターづくりが大きく変わる」と評した。

### 二次創作
名称の発表直後からSNS等のインターネット上では「ミャクミャク様」「民間信仰の神様のようだ」などと二次創作やファンアートも多く投稿され、3年ぶりに開かれたコミックマーケットでは「ミャクミャク」のコスプレをするなど人気を集めた。
こうした盛り上がりを受け、2025年日本国際博覧会協会の担当者は弁護士ドットコムの取材に「大変うれしく思っている」とした上で、ガイドラインや注意点等のルールのもとで適切に二次創作を楽しんで欲しいと回答した。2022年8月30日、日本国際博覧会協会は非営利であれば「ミャクミャク」に似た作品の制作（絵画、デジタル画像、ぬいぐるみ、衣装等）や、二次創作物の画像や動画をSNSやブログ（個人のもの）に投稿することを認めるガイドラインを発表した。
デザインした山下浩平は「今あるデザインが最終形態ではない。二次創作を楽しんでほしい」と話している。
2024年4月に、ミズノからミャクミャクをモチーフとしたスニーカーの予約販売が開始された。
2024年11月には、読売テレビ放送（YTV）が所有するテレビ中継車など4台の放送用の車両に、車体の側面と背面に「ミャクミャク」と万博のテーマ「いのち輝く未来社会のデザイン」を表現した公式ロゴマーク、それに読売テレビの公式キャラクター「シノビー」のラッピングがあしらわれることが発表された。

## テレビアニメ
メディアミックス作品として、ミャクミャクの公式キャラクターが主人公になるテレビアニメーション作品が放送された。作品名は『はーい!ミャクミャクです』。アニメーション制作はファンワークスが担当。
日本の万博マスコット関連のテレビアニメが制作・放映されたのは『モリゾーとキッコロ』以来、約19年ぶりとなった。

### はーい!ミャクミャクです
| 話数  | 放送日       | サブタイトル             |
| ----- | ------------ | ------------------------ |
| 第1話 | 2025年3月3日 | ミャクミャクとおっちゃん |
| 第2話 | 2025年3月3日 | ミャクミャクと温暖化     |
| 第3話 | 2025年3月4日 | ミャクミャクと未来       |
| 第4話 | 2025年3月4日 | ミャクミャクとSDGs       |
| 第5話 | 2025年3月5日 | ミャクミャクと生き物     |
| 第6話 | 2025年3月5日 | ミャクミャクと友達       |
| 第7話 | 2025年3月6日 | ミャクミャクとフードロス |
| 第8話 | 2025年3月6日 | ミャクミャクとさよなら？ |

### 制作
万博の意義・テーマを訴求しつつ、4コマ漫画風に制作された。
- 監督・演出：沼口雅徳
- 脚本：細川徹
- 演出：半田朋美
- CG：吉田健・長嶺義則・鈴木啓太
- 背景：松井久美・髙田圭瑛・松井直美・成島真衣・森田志穂
- 2D素材：住田千加子
- 音楽：羽深由理
- 音楽プロデューサー：千田耕平・宮川阿子
- 音響効果：松井謙典
- キャスティング：高石茜
- 編集：金井猛・高澤麻衣
- キャラクターデザイン：2025MLO
- プロデュース：降矢治彦（2025年日本国際博覧会協会）・畑中靖史（2025MLO）
- 監修：半田英彦（2025MLO）・野見山将太（2025MLO）
- 制作管理：高山晃
- アニメーションプロデューサー：折本全代
- 制作進行：鈴木陽貴
- アニメーション制作：ファンワークス
- 制作・著作：2025年日本国際博覧会協会/2025MLO

### 登場キャラクター
- ミャクミャク[32]

35億年前に生まれた不思議な生きもの。ある日街にやってくる。
- おっちゃん[32]

ミャクミャクに声をかけ、一緒に暮らすことになるタクシー運転手。
- ナオヤ[32]

ミャクミャクを街で見て気になり大好きになる。

### 声の出演
- ミャクミャク：水野なみ[28]
- おっちゃん：宝亀克寿[28]
- ナオヤ：戸谷菊之介[28]
- ナレーション・宇宙人：ほたかける

### 放送内容
- 放送期間：2025年3月3日から6日[28]
- 放送局：NHK総合テレビ[28]
- 形式：1話2分×全8話[28]
- 放送時間：23時45分～23時49分[28]
- 放送回数：各日とも2話放送[28]

※3月4日のみ23時50分〜23時54分

## 2025年日本国際博覧会

### ミャクミャク ハウス
大阪・関西万博開幕当日となる2025年4月13日に「ミャクミャク ハウス」が同万博内にオープンした。
ミャクミャク ハウスではミャクミャクのプロフィール紹介やグッズ展示、アニメ版のコーナー、ミャクミャクとの記念撮影ができるフォトスポットなどが設置されている。
この施設は当初はエルサルバドル館が開設される予定としていたが、2024年12月に同国が大阪・関西万博への出展を辞退することを表明したことから、急遽ミャクミャク ハウスが開設された経緯がある。

### ミャクミャクぬいぐるみ盗難事件
2025年5月13日、ラトビアとリトアニアが共同出展した海外パビリオンのバルト館において、入口付近に置かれていた全長40センチメートルほどのミャクミャクのぬいぐるみが盗難被害にあった。事件化は望んでいないとして、両国は警察に被害届は出さないとしたが、ミャクミャクは両国の名産であるポルチーニきのこの形をした同館のゆるキャラ「バラビちゃん」と共に飾られており、バラビちゃんは「一人ぽっち」になってしまい、この事件は悲しい出来事として注目を浴びた。盗難の情報が広まると、多くの人が同館にミャクミャクのぬいぐるみを次々と寄贈し始め、5月20日時点では、18体のミャクミャクがバラビちゃんと共に同館入り口に並べられているまでになった。7月23日までに保管できないほどの200体ものミャクミャクが一般から寄贈され、それらのぬいぐるみは「親善のため」と病気で万博に来られない子どもたちのために大阪母子医療センターに寄贈された。